# Jazz Jennings
Jazz Jennings (Flórida Sul, 6 de outubro de 2000) é uma mulher trans, youtuber, spokesmodel, personalidade da mídia, escritora e ativista dos direitos LGBT estadunidense. Jennings se tornou notável por ser uma das pessoas mais jovens registradas a ser identificada como transgénero, e por ser a mais jovem a se tornar uma figura nacional LGBT.
Jennings recebeu atenção nacional em 2007 ao conceder uma entrevista para Barbara Walters indo ao ar no 20/20, o que levou o várias outras entrevistas e aparições. Christine Connelly, uma membro do conselho de administração para Aliança de Gays, Lésbicas, Bissexuais e Transgêneros Jovens de Boston (BAGLY), declarou: "Ela foi a primeira jovem que pegou o centro das atenções nacionais, foi à TV e foi capaz de articular sua perspectiva e ponto de vista com tanta inocência." Seus pais notaram que Jazz foi clara sobre ser uma mulher logo que ela iniciou a falar.
Jennings é co-fundadora honorária da instituição TransKids Purple Rainbow Foundation, ela fundou juntamente aos seus pais em 2007 para ajudar crianças transgéneros. Em 2013, ela fundou a Purple Rainbow Tails, uma instituição que confecciona caldas de sereia de borracha para arrecadar dinheiro para crianças transgénero.
Jennings produz uma série de vídeos em seu canal no YouTube sobre sua vida chamado "I Am Jazz", tornando-a uma das mais jovens meninas trans a falar publicamente sobre o assunto. Jennings estrela a série do TLC, I Am Jazz (exibida no Brasil como A Vida de Jazz), que foca no dia a dia de Jazz e sua família, mostrando a vida de Jazz como uma adolescente transgénero. A série estreou em 15 de julho de 2015.

## Início da vida
Jazz nasceu em 6 de outubro de 2000 no sul da Flórida. Seus pais são Greg e Jeanette. A família é judia e seu sobrenome "é um extenso sobrenome judaico"("Jennings" é um pseudônimo). Jazz possui uma irmã mais velha, Ari, e dois irmãos mais velhos, os gêmeos Sander and Griffen.
Jazz foi identificada como um menino ao nascer. Ela deixou claro, logo que começou a falar, que era uma menina e, embora seu pai e mãe sempre lhe apresentassem com uma expressão de género neutra, ela optava por ser apresentada com uma expressão de género feminina.

## Carreira
Aos seis anos de idade, Jennings e sua família passaram a fazer aparições na televisão falando dos desafios de ser uma criança transgénero. Sua história começou a ser mostradas nacionalmente nos programas20/20, e The Rosie Show, onde ela apareceu ao lado de Chaz Bono.
Em 2007, Jennings e seus pais fundaram a instituição TransKids Purple Rainbow Foundation para dar assistência à crianças transgénero.
Em 2011, I Am Jazz: A Family in Transition, um documentário sobre sua vida e família estreiou no Oprah Winfrey Network.
Em 2013, Jennings fundou a instituição Purple Rainbow Tails, uma instituição que confecciona caldas de sereia de borracha para arrecadar fundos para crianças transgénero. No mesmo ano, em uma entrevista concedida a Barbara Walters no 20/20, Jennings discutiu sobre a Federação de Futebol dos Estados Unidos (USSF), para que alterassem as políticas da federação, para que crianças transgénero pudessem jogar na liga feminina, com a ajuda da National Center for Lesbian Rights, ela conseguiu sucessivamente convencer a alterar as normas para que crianças transgénero pudessem jogar.
Em setembro do mesmo ano, Jennings co-escreveu um livro infantil, I Am Jazz, com Jessica Herthel, a diretora do Stonewall National Education Project. O livro detalha sua vida como uma criança transgénero.
Em 2014, Jennings foi convidada para o GLAAD Media Awards, apresentando ao lado de Zach Wahls e Lauren Foster. Naquele ano ela foi nomeada na lista dos  "25 adolescentes mais influentes de 2014" pela revista Time, e foi reconhecida como uma das mais jovens personalidade nas listas pelas revistas Out no "Out 100" e Advocate "40 Under 40". Ela foi nomeada na lista da revista OUT como top 100 das trans de 2014, nomeada como embaixadora do Human Rights Campaign, e recebeu o prêmio LogoTV's em 2014.
Em março de 2015, a empresa Johnson & Johnson anunciou que Jazz faria comerciais para a linha Clean & Clear. Jennings se tornou spokesmodel para a campanha Clean & Clear's "See The Real Me" uma campanha digital. Ela também modelou para NOH8 Campaign.
Jennings e sua família estrelaram a série I Am Jazz, que teve seu lançamento em julho de 2015 no TLC e esteve no ar por duas temporadas.
Em 2016, Jennings publicou um livro chamado Being Jazz: My Life as a (Transgender) Teen.

## Vida pessoal
Em 2012, ela falou sobre sua orientação sexual em entrevista a Barbara Walters concedida no 20/20, ela disse ser atraída por meninos e que nutria alguma apreensão sobre namoro devido sua identidade transgênero. Em um vídeo de perguntas e respostas postado em seu canal no YouTube em julho de 2014, ela alegou ser pansexual, e que ama as pessoas por suas personalidades, independente de sua orientação sexual ou gênero.
Em 2013, Jennings falou publicamente sobre seu sonho de se tornar mãe no futuro.
Em abril de 2018, Jazz comunicou que tinha marcada a data para a cirurgia de redesignação sexual para 20 de junho de 2018. Ela reconheceu que seus médicos insistiram que perdesse 30 lbs (15 kg) antes da cirurgia, e logo comunicou que havia conseguido perder mais peso do requerido.
Em 26 de junho de 2018, Jazz foi submetida finalmente à cirurgia de redesignação sexual. Porém, Jazz sofreu complicações que requereram uma segunda operação. Devido às consequências estéticas, ela teve que ser submetida a uma terceira cirurgia para corrigir o aspeto genital.